# Bembidion aethiopicum
Bembidion aethiopicum es una especie de escarabajo del género Bembidion, categorizada en la tribu Bembidiini, de la subfamilia Trechinae.

## Distribución
Se distribuye por Etiopía.

## Taxonomía
Fue descrita por Raffray en 1886.